# Élections locales écossaises de 2003 à Na h-Eileanan Siar
Pour un article plus général, voir Élections locales écossaises de 2003.

Les élections locales écossaises de 2003 à Na h-Eileanan Siar se sont tenues le 1er mai 2003.

## Composition du conseil
Majorité absolue : 16 sièges
| Parti        | Sièges  |
| ------------ | ------- |
| Indépendant  | 24 / 31 |
| Travailliste | 4 / 31  |
| SNP          | 3 / 31  |